# Équipe d'Algérie de football en 1957
L'équipe de l'ALN de football est entraînée en 1957 par Habib Draoua.

## Matchs
| Date             | Stade, Ville, Pays                  | Adversaire | Score | Comp | Buteurs algériens |
| 1er juin 1957    | Stade Chedly-Zouiten Tunis, Tunisie | Tunisie    | 1 - 2 | A    |                   |
| 25 juin 1957     | Stade Chedly-Zouiten Tunis, Tunisie | Tunisie    | 1 - 2 | A    |                   |
| 1er juillet 1957 | Stade Chedly-Zouiten Tunis, Tunisie | Tunisie    | 0 - 1 | A    |                   |

Légende: A : Match amical

### Bilan
| Rang | Équipe  | Pts | J | G | N | P | Bp | Bc | Diff |
| ---- | ------- | --- | - | - | - | - | -- | -- | ---- |
| #    | Algérie | –   | 3 | 3 | 0 | 0 | 5  | 2  | +3   |